# アルタ・カー・アンド・エンジニアリング・カンパニー
アルタ・カー・アンド・エンジニアリング・カンパニー (Alta Car and Engineering Company) は、イギリスのスポーツカー、レーシングカーマニファクチャラー。単にアルタ (Alta) としてよく知られる。アルタのマシンは1950年から1952年にかけてF1世界選手権に5回出走した。また、世界選手権以前のグランプリにも同様に出走している。アルタはまた、他のコンストラクターに対してエンジンを供給し、最もよく知られるのはコンノートとHWMに対してであった。

## 初期の歴史
アルタはサリー州サービトンでエンジニアのジェフリー・テイラーが設立し、最初の車は1929年に製造された。アルタの最初の車は1.1リッターのアルミニウムブロックを持ったエンジンを搭載したスポーツカーであった。エンジンはDOHC、シャフトドライブ駆動でテイラー自身が設計したものであった。エンジンは自然吸気またはスーパーチャージャーで、出力は49 or 76 bhp (37 or 57 kW; 50 or 77 PS)であった。ミッションは4速ノンシンクロまたはプリセレクタギアボックスが選択できた。これらが低床シャシーに2座席または4座席とともに取り付けられた。これらは13台が製作され、その内5台が現存すると思われる。

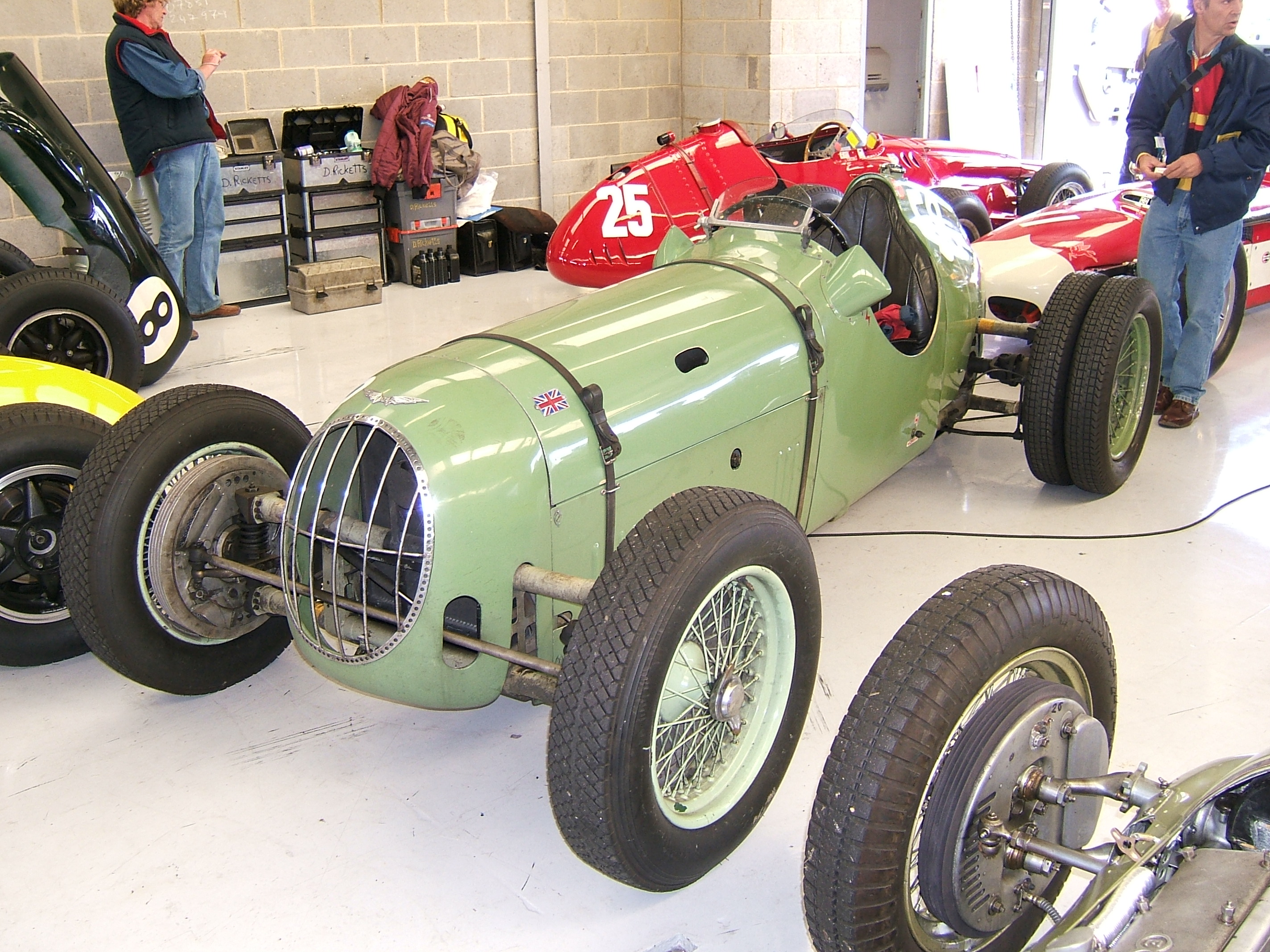
第二次大戦前 (c. 1938) の競技用車両。ヒルクライム用にトラクションを増やすため、後輪は二重になっている。

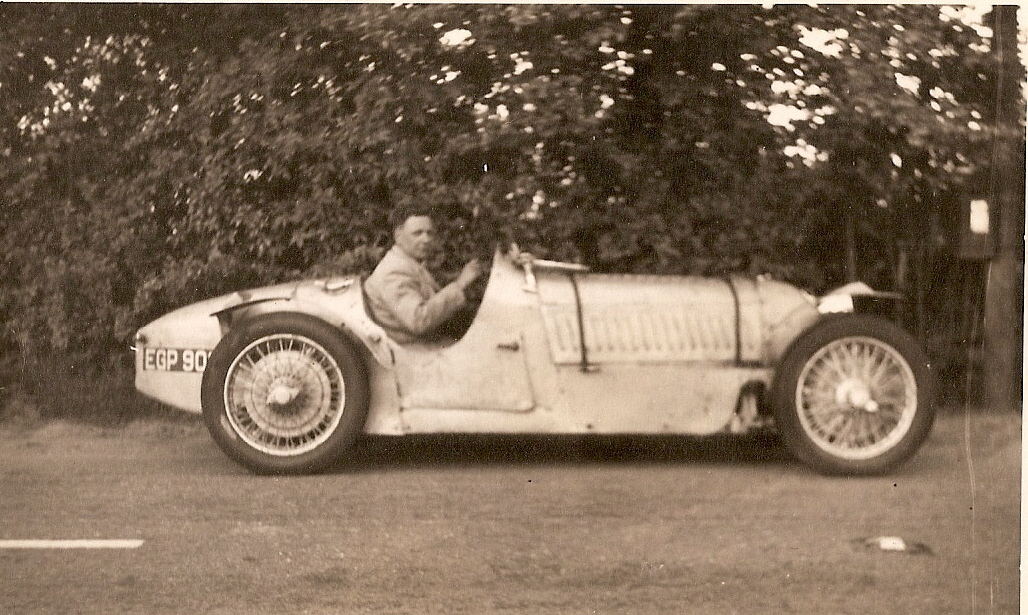
レースカーデザイナー、ジョン・クロスウェイトが運転する1937年製 1100cc アルタ

この1.1リッター車、および後に生産された姉妹車の1.5リッター、2.0リッター車は、1939年の第二次世界大戦が始まるまでに限定数ではあるが、着実に販売されていった。最高出力の車両は120 mph (190 km/h)を発揮し、0-60mphまで7秒であった。1937年にアルタはフロントサスペンションに独立懸架を導入した。アルタの車は1.5リッターから2.0リッター、またはその逆が簡単に転換できることでクラブレーサーの間で人気となり、予算の限られたドライバーが2台目を購入することなく上位クラスで争うことができた。

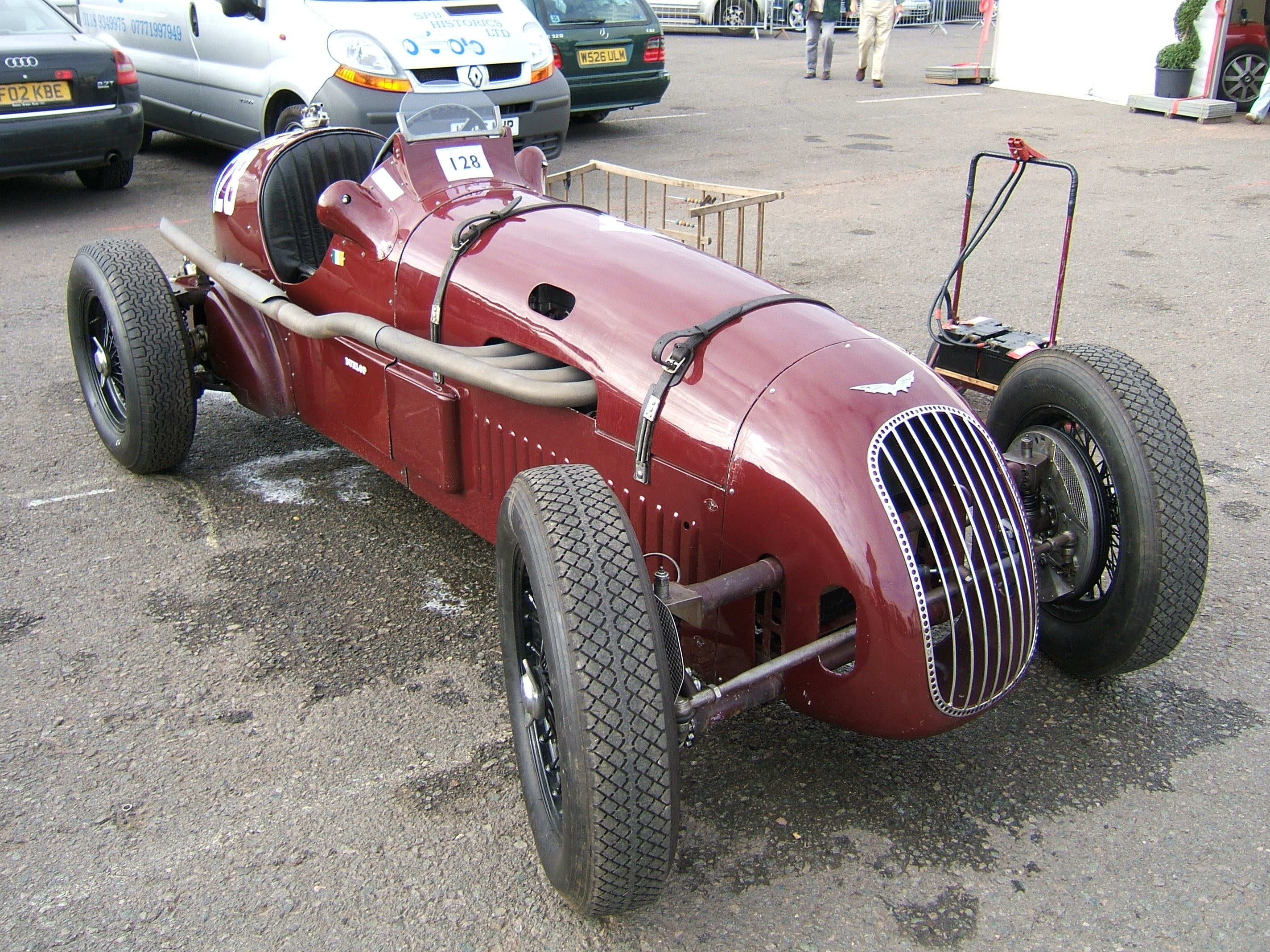
戦前のアルタ製競技用モデル

1934年、テイラーは競技専用に設計された最初の車両を製作した。その結果、軽量でシングルシートをオフセットして装着したヴォワチュレットが完成し、ヒルクライムやスプリント、タイムトライアルといった短距離競技に使用されて好評を博した。また、アルタの価格設定は高額なERAに比べて低く抑えられ、アマチュアレーサーが多く購入した。しかしながら信頼性の欠如は、長距離イベントでは使用されないという結果をもたらした。改良型のヴォワチュレットは1937年に発表され、フロントサスペンションに独立懸架が採用された。ジョージ・アベカシスはこの車両を用いていくつかのイベントで優勝したが、第二次世界大戦で記録は中断された。戦争が近づくとテイラーは新たな直列8気筒エンジンと第3世代のヴォワチュレットを設計し、これに完全な独立懸架を採用した。この戦前最後の車は当時最新の技術を採用し、1939年後半に設計がほぼ完了した。しかし間もなく戦争が始まると、アルタの生産能力は戦時生産に集中することとなり、新設計車の生産は中止された。

## 戦後

### アルタ・GP
会社の規模や、主にロードカーを生産するメーカーであるという地位にも関わらず、アルタは実際には第二次世界大戦終了後、初めてグランプリカーを生産したイギリスのコンストラクターとなった。原材料の緊縮財政の限界は、テイラーが戦争の間に開発した車両の生産開始を停止させなかった。そしてアルタのGPカーは1948年に登場した。彼はまた、一般用のスポーツカーの生産も再開した。しかし、更なる開発資金は提供されなかったため、これらのモデルの人気はすぐに低下した。1948年までに、最後の戦前のアルタは様々な程度の成功を収めた。
アルタ・GPは戦前の設計を発展させたものであったが、1.5リッターエンジンを搭載し約230bhpを発揮、戦前の車と同じ4速プリセレクタのギアボックスを搭載していた。テイラーはウィッシュボーン、ゴムリンケージブッシュを採用し、独立サスペンションの設計を更に開発した。最初の車はプライベーターのジョージ・アベカシスに提供され、1948年から1949年にかけて使用されたが、レースでフィニッシュしたのは1度のみであった。アベカシスはアルタ製エンジンを自身のHWMチームのマシンに、1951年から1955年まで採用した。
ボディワークやギアボックスの改良はその後の1949年、1950年に開発されたGP2、GP3で行われた。GP3には加えて2ステージのスーパーチャージャーが搭載された。それらは再び注文を受けて製作され、ジェフリー・クロスリーとジョー・ケリーに供給された。クロスリーは1949年ベルギーグランプリでGP2を使用したが、唯一7位に入ることができた。彼は1950年にはモンテリのサーキットの50マイル以上のコースで50kmと100kmのスピード記録を達成した。ケリーはアイルランドでのレースに集中し、最高位は1952年アルスター・トロフィーでの3位であった。両名とも1950年イギリスグランプリに参加、これは初のF1グランプリへの参戦であったが、ケリーはフィニッシュしたものの完走扱いとはならなかった。クロスリーはトランスミッションのトラブルでリタイアとなった。
ケリーは後にGP3の大幅な改良とリビルドを行い、アイリッシュ・レーシング・オートモビルズ（IRA）の車として1952年と1953年に使用した。最も大きな変更はアルタ製エンジンに替えてブリストル製ユニットを搭載したことであった。

### アルタ・F2

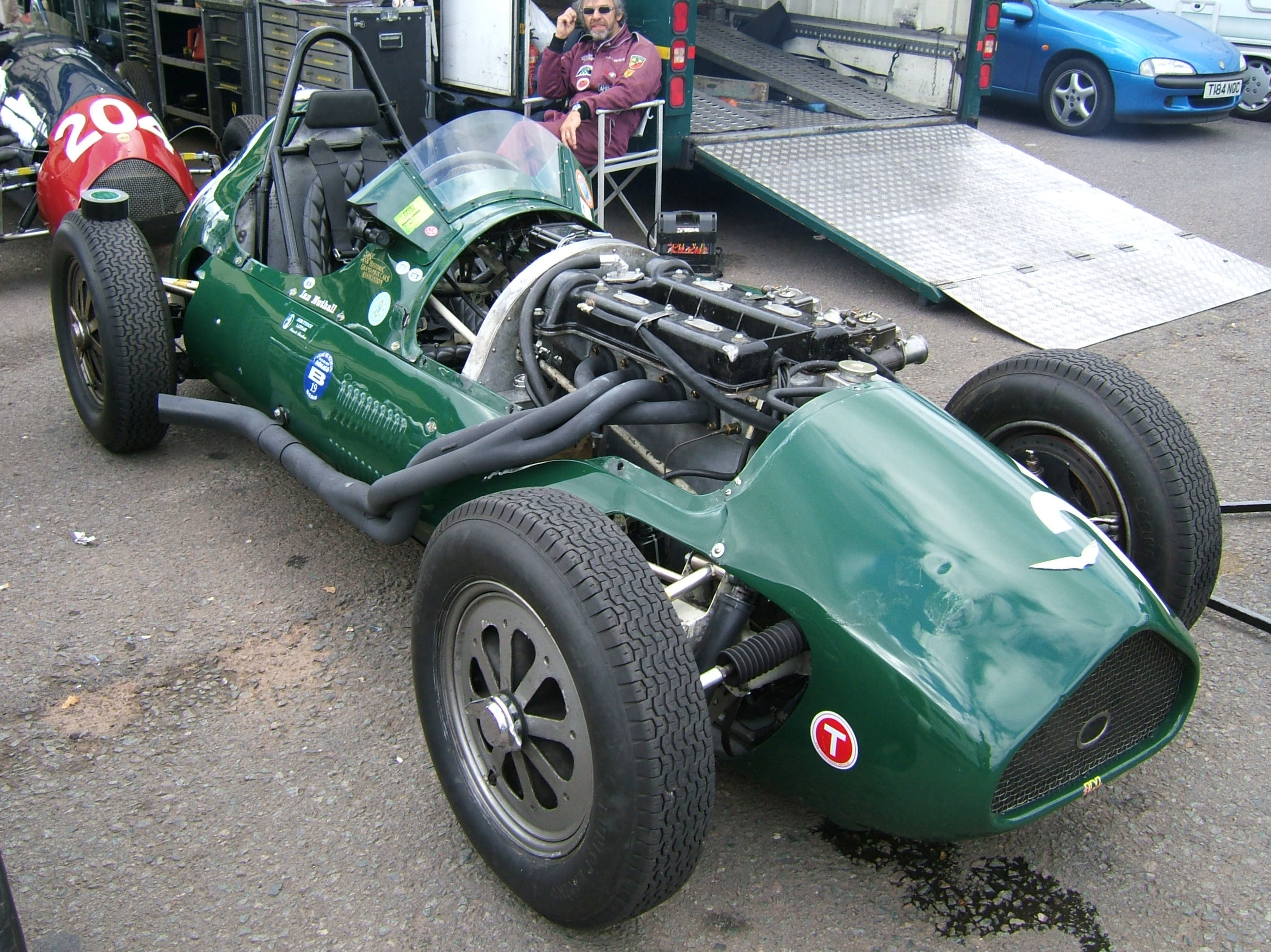
ボンネットを外したアルタ・F2

GP後継のF1マシンを開発するには資金が足りず、テイラーはその下のカテゴリーであるフォーミュラ2に転向することを決めた。エンジンは1,970ccの直列4気筒、自然吸気ユニットで、およそ130 bhp (97 kW; 132 PS)を発揮した。不幸にもアルタ自身のシャシーはGPに非常に良く似ていたため、オーバーウエイトとなり、スーパーチャージャー無しでは馬力が大幅に不足した。トニー・ゲイズとゴードン・ワトソンがF2/1とF2/2をそれぞれ受け取り、ヨーロッパでのレースに使用したが、良い結果を出すのは難しかった。
実際、F2シャシーはGPによく似ており、未完成となったGP/4を改修してF2/3が製作された（デニス・ジェンキンソンの「Historic Racing Cars」から）。F2/3は兄弟車と比べると更に失敗作であった。続くF2/4が製作されてピーター・ホワイトヘッド の前にオリバー・シンプソンに売却された。ホワイトヘッドの注文で最後のアルタ車が製作された。F2/5は世界選手権に投入された。最初はホワイトヘッド自身が運転して1952年フランスグランプリに参加した。続いて兄弟のグラハム・ホワイトヘッドが運転して1952年イギリスグランプリに参加した。2回ともポイントを獲得することはできなかったが、これがアルタの名前がグランプリに登場する最後とはならなかった。

### エンジンサプライヤーとして

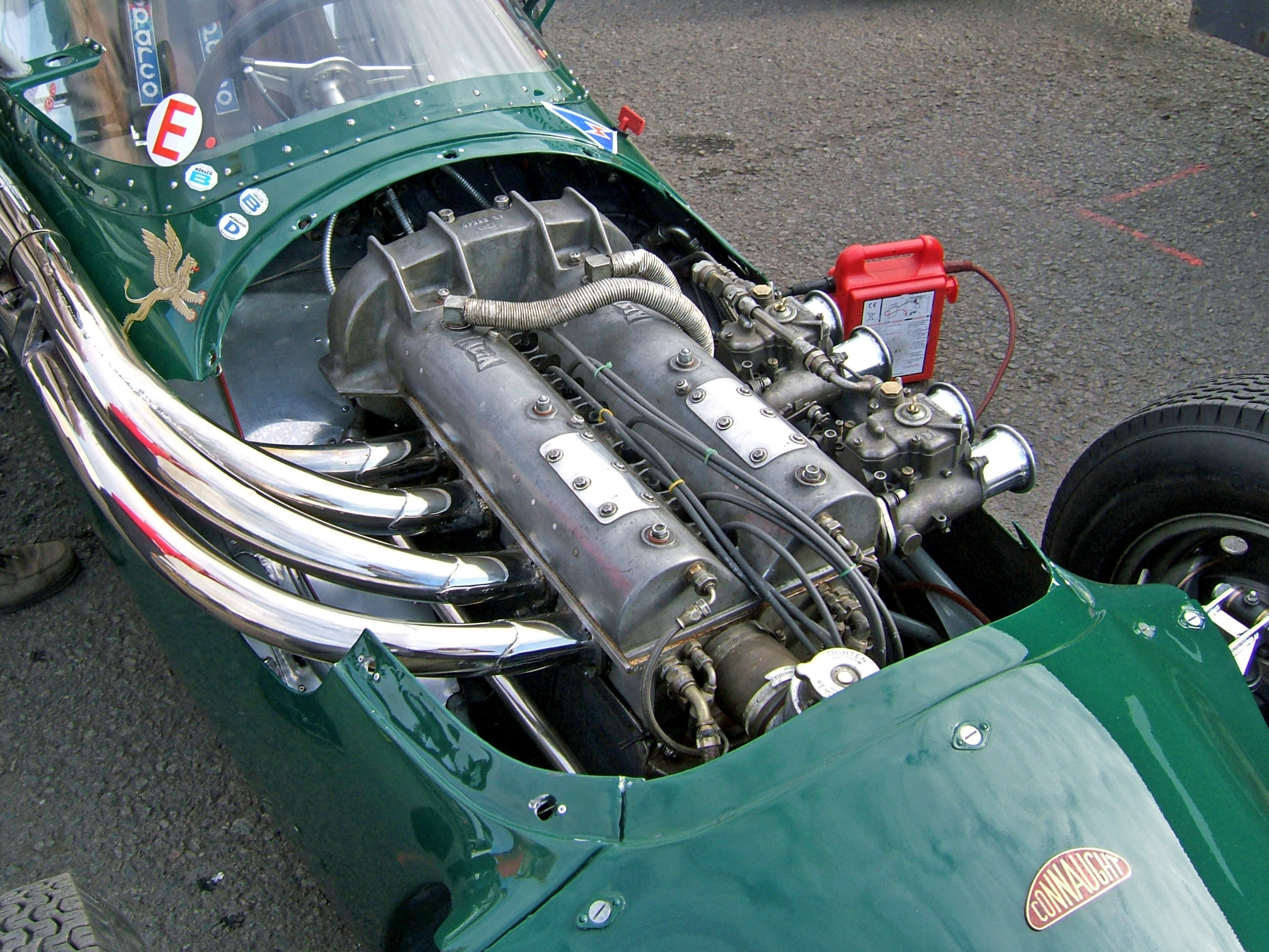
1959年のF1マシン、コンノート・タイプCに搭載されたアルタ製直列4気筒エンジン

F2エンジンはバルクのシャシーに圧倒されていたかもしれないが、ピーター・ホワイトヘッドによるユニットの微調整は、チューニングのポテンシャルを持つことを示した。アルタエンジンはすでに1949年からHWMチームによって使用されていたが、1953年から他の多くのマシンもテイラーの手によるエンジンを使用し始めた。ピーター・ホワイトヘッドはF2/5からエンジンを取り外してクーパー・T24シャシーに搭載、1953年イギリスグランプリに参加した。同グランプリには4台のアルタ製エンジンを搭載したHWM車が出場している。HWMは前年、ランス・マックリンがシルバーストンで行われた1952年BRDCインターナショナル・トロフィーで優勝しており、これがアルタ唯一の重要な勝利であった。続く数年間で1.5Lと2.5Lのアルタエンジンは多くのイギリス製F1マシンに搭載され、その中でもコンノートとクーパーが著しい成功を収めた。最終的にエンジンはおよそ240 bhp (179 kW; 243 PS)を発揮した。1959年にコンノートが解散し、アルタの名はフォーミュラ1から消えることとなった。

## 近年
ジェフリー・テイラーは1966年に63歳で死去した。1976年に息子のマイケルはフォーミュラ・フォード用車両でアルタの名を復活しようとしたが、成功しなかった。戦前のスポーツカーやシングルシート車の一部は全てが私有車として現存している。元々ジョージ・アベカシスが所有していたGP101は、ヒルクライムカーとしてフィル・スクラッグのためにリビルドされ、いまだ使用されている。F2/5は元のパワーユニットが再搭載され、1999年のグッドウッド・リバイバル・ミーティングを始めとする近年のヒストリックレースに参加している。

## F1での成績
（凡例）（太字はポールポジション、斜体はファステストラップ）
| 年     | チーム            | シャシー   | エンジン   | タイヤ | ドライバー               | 1   | 2   | 3   | 4   | 5   | 6   | 7   | 8   |
| ------ | ----------------- | ---------- | ---------- | ------ | ------------------------ | --- | --- | --- | --- | --- | --- | --- | --- |
| 1950年 | プライベーター    | アルタ・GP | アルタ L4s | D      |                          | GBR | MON | 500 | SUI | BEL | FRA | ITA |     |
| 1950年 | プライベーター    | アルタ・GP | アルタ L4s | D      | ジェフリー・クロスリー   | Ret |     |     |     | 9   |     |     |     |
| 1950年 | プライベーター    | アルタ・GP | アルタ L4s | D      | ジョー・ケリー           | NC  |     |     |     |     |     |     |     |
| 1951年 | プライベーター    | アルタ・GP | アルタ L4s | D      |                          | SUI | 500 | BEL | FRA | GBR | GER | ITA | ESP |
| 1951年 | プライベーター    | アルタ・GP | アルタ L4s | D      | ジョー・ケリー           |     |     |     |     | NC  |     |     |     |
| 1952年 | P. ホワイトヘッド | アルタ・F2 | アルタ L4  | D      |                          | SUI | 500 | BEL | FRA | GBR | GER | NED | ITA |
| 1952年 | P. ホワイトヘッド | アルタ・F2 | アルタ L4  | D      | ピーター・ホワイトヘッド |     |     |     | Ret |     |     |     |     |
| 1952年 | P. ホワイトヘッド | アルタ・F2 | アルタ L4  | D      | グラハム・ホワイトヘッド |     |     |     |     | 12  |     |     |     |

- 1958年以前はコンストラクターズ選手権は争われず、コンストラクターに対してポイントは与えられなかった。

## 参照
- Felix Muelas, Mattijs Diepraam and Terry Walker  Geoffrey Taylor's brainchild, 8W, November 1999.
- Felix Muelas, Complex mind, complex output, 8W, November 1999.
- Felix Muelas, A stylist on tarmac and paper, 8W, February 2000.
- Jikku George, The very first World Drivers Championship, 8W, January 2005.